# Gare de Pully
Ne doit pas être confondu avec Gare de Pully-Nord.
La gare de Pully est une gare ferroviaire située sur le territoire de la commune suisse de Pully, dans le canton de Vaud. C'est la gare principale de la commune, située au centre-ville, sur la ligne du Simplon.

## Situation ferroviaire
La gare se situe au point kilométrique 2,51 de la ligne du Simplon, à 424,8 mètres d'altitude, entre les gares de Lausanne et de Lutry.
Elle dispose de deux quais latéraux permettant l'arrêt des trains sur chaque voie.

## Histoire
La gare de Pully a été ouverte le 1er juin 1886, vingt-cinq ans après la mise en service de la ligne de Lausanne à Villeneuve, construite par la compagnie Ouest Suisse en 1861. Lors de l’inauguration de la ligne, le 9 avril 1861, le train s’est arrêté néanmoins à Pully sur le viaduc de la Paudèze à l'occasion d'une fête.
En 1894, une gare fut construite en brique par la compagnie de chemin de fer Jura-Simplon, remplaçant la guérite qui faisait office d’arrêt. Elle fut ouverte le 1er novembre 1894.
Les CFF ont pris la décision de fermer le guichet de la gare à la fin du mois de juin 2022 à la suite de la baisse des ventes de titres de transports à ce guichet.
À la suite de la mise en service du saut-de-mouton de Renens, de la quatrième voie entre Renens et Lausanne et de la reconfiguration de la gare de Cully, quatre trains par heure du RER Vaud circulent du lundi au vendredi entre Cully et Cossonay-Penthalaz depuis le changement d'horaire du 11 décembre 2022.

## Service des voyageurs

### Accueil
Gare des CFF, elle est intégrée à l'intérieur d'un complexe immobilier qui couvre également les quais. L'achat de titres de transports peut se faire par le biais d'automates situés sur les quais.
La gare et ses quais sont accessibles aux personnes à mobilité réduite.

### Desserte
La gare fait partie du réseau RER Vaud, assurant des liaisons rapides à fréquence élevée dans l'ensemble du canton de Vaud. Elle est desservie par les lignes R1 et R2 reliant Grandson à Cully et par les lignes R3 et R4 qui relient Vallorbe et/ou Le Brassus (pour la ligne R4) à Bex, voire Saint-Maurice,.

### Intermodalité
Pully est en correspondance avec plusieurs lignes des Transports publics de la région lausannoise, dont la ligne 8 reliant la gare de Pully au Mont-sur-Lausanne (arrêt Grand-Mont), la ligne 25 reliant la gare de Pully à Chavannes-près-Renens (arrêt Glycines), la ligne 47 reliant le port de Pully à Grandvaux via Belmont-sur-Lausanne et la ligne 48 reliant le centre-ville de Pully au nord de la commune.
Toutes ces lignes s'arrêtent à proximité directe de la gare, à l'arrêt Pully, gare.